# Matt Carthy
Matt Carthy (Birmingham, 19 de juliol de 1977) és un polític irlandès. Militant del Sinn Féin, és eurodiputat per la circumscripció Midlands–Nord-oest d'Irlanda des 2014. Originari de Roscommon, viu a Monaghan i va ser diputat del Consell del comtat de Monaghan (2004-2014). Carthy va ser triat com a diputat en les eleccions al Parlament Europeu de 2014, amb 114.727 vots de primera preferència.
Carthy va ser elegit per primera vegada com a regidor de l'Ajuntament de Carrickmacross el 1999, i va ser alcalde tant de Carrickmacross com de Monaghan. Va ser membre de l'Autoritat de la Regió Fronterera.
El juliol del 2019 ha denunciat al Parlament Europeu la vulneració dels drets de Carles Puigdemont, Oriol Junqueras i Toni Comín.